# Marcelo Alonso
Pour les articles homonymes, voir Alonso.
Marcelo Alonso Claro, né à Santiago du Chili (Chili) le 19 mars 1969, est un acteur, metteur en scène et professeur chilien, partenaire de l'actrice Amparo Noguera.

## Filmographie partielle

### Au cinéma
- 2008 : Secretos : Radomiro Topic
- 2008 : Tony Manero : le Roumain
- 2009 : Turistas : Joel
- 2010 : Post Mortem : Víctor
- 2011 : 03:34 Terremoto en Chile : Manuel
- 2011 : Bombal : Eulogio Sánchez
- 2011 : La mujer de Iván
- 2012 : Caleuche: El llamado del mar : Borquez
- 2015 : El club de Pablo Larraín
- 2016 : Neruda de Pablo Larraín

### À la télévision

#### Telenovelas
- 2009-2010 : Conde Vrolok
- 2013-.... : Socias
- 2014 : Vuelve temprano

#### Séries télévisées
- 2020 : La Meute : Mario Ossandón